# Tjekkiet ved OL
Tjekkiet deltog første gang i olympiske lege som selvstændig nation under Vinter-OL 1994, og har siden deltaget i samtlige efterfølgende sommer- og vinterlege. Tidligere har udøvere fra Tjekkiet deltaget som en del af Böhmen (1900–1912) og Tjekkoslovakiet (1920–1992).

## Medaljeoversigt
| Tjekkiets medaljer under de olympiske sommerlege | Tjekkiets medaljer under de olympiske sommerlege | Tjekkiets medaljer under de olympiske sommerlege | Tjekkiets medaljer under de olympiske sommerlege | Tjekkiets medaljer under de olympiske sommerlege | Tjekkiets medaljer under de olympiske sommerlege |                     | Tjekkiets medaljer under de olympiske vinterlege | Tjekkiets medaljer under de olympiske vinterlege | Tjekkiets medaljer under de olympiske vinterlege | Tjekkiets medaljer under de olympiske vinterlege | Tjekkiets medaljer under de olympiske vinterlege | Tjekkiets medaljer under de olympiske vinterlege |
| Lege                                             | Guld                                             | Sølv                                             | Bronze                                           | Totalt                                           | Rang                                             | Lege                | Guld                                             | Sølv                                             | Bronze                                           | Totalt                                           | Rang                                             |                                                  |
| 1900–1912                                        | som en del af Bøhmen                             | som en del af Bøhmen                             | som en del af Bøhmen                             | som en del af Bøhmen                             | som en del af Bøhmen                             |                     |                                                  |                                                  |                                                  |                                                  |                                                  |                                                  |
| 1920–1992                                        | som en del af Tjekkoslovakiet                    | som en del af Tjekkoslovakiet                    | som en del af Tjekkoslovakiet                    | som en del af Tjekkoslovakiet                    | som en del af Tjekkoslovakiet                    | 1924–1992           | som en del af Tjekkoslovakiet                    | som en del af Tjekkoslovakiet                    | som en del af Tjekkoslovakiet                    | som en del af Tjekkoslovakiet                    | som en del af Tjekkoslovakiet                    |                                                  |
| 1996 Atlanta                                     | 4                                                | 3                                                | 4                                                | 11                                               | 17                                               | 1994 Lillehammer    | 0                                                | 0                                                | 0                                                | 0                                                | –                                                |                                                  |
| 2000 Sydney                                      | 2                                                | 3                                                | 3                                                | 8                                                | 28                                               | 1998 Nagano         | 1                                                | 1                                                | 1                                                | 3                                                | 14                                               |                                                  |
| 2004 Athen                                       | 1                                                | 3                                                | 4                                                | 8                                                | 42                                               | 2002 Salt Lake City | 1                                                | 2                                                | 0                                                | 3                                                | 16                                               |                                                  |
| 2008 Beijing                                     | 3                                                | 3                                                | 0                                                | 6                                                | 24                                               | 2006 Torino         | 1                                                | 2                                                | 1                                                | 4                                                | 15                                               |                                                  |
| 2012 London                                      | 4                                                | 3                                                | 3                                                | 10                                               | 19                                               | 2010 Vancouver      | 2                                                | 0                                                | 4                                                | 6                                                | 14                                               |                                                  |
| 2016 Rio de Janeiro                              | 1                                                | 2                                                | 7                                                | 10                                               | 43                                               | 2014 Sotji          | 2                                                | 4                                                | 2                                                | 8                                                | 15                                               |                                                  |
| 2020 Tokyo                                       |                                                  |                                                  |                                                  |                                                  |                                                  | 2018 Pyeongchang    | 2                                                | 2                                                | 3                                                | 7                                                | 14                                               |                                                  |
| Totalt                                           | 15                                               | 17                                               | 21                                               | 53                                               |                                                  | Totalt              | 9                                                | 11                                               | 11                                               | 31                                               |                                                  |                                                  |